# Achim Meerkamp
Achim Meerkamp (* 24. Juli 1955 in Duisburg) ist deutscher Gewerkschafter und war Mitglied im Bundesvorstand der Vereinten Dienstleistungsgewerkschaft.

## Werdegang
1973 erlangte Meerkamp den Realschulabschluss, nach drei weiteren Jahren schloss er seine Ausbildung zum Sekretär der Bahn ab, diesen Beruf übte er bis 1980 aus. Ab dann war er hauptamtlicher Gewerkschaftsfunktionär in verschiedenen Positionen, vom Angestellten der Kreisverwaltung Recklinghausen über den stellvertretenden Vorsitz des Bezirkes Rheinland-Pfalz für die Gewerkschaft Öffentliche Dienste, Transport und Verkehr wurde er ab 2007 in den Bundesvorstand von ver.di gewählt. Für ver.di ist er zudem Leiter der Fachbereichsgruppen 6 Bund und Länder sowie 7 Gemeinden. 2015 hat er nicht wieder für den Bundesvorstand kandidiert.
Er ist verheiratet und hat zwei Kinder.